# تشكل بيئي
التشكل البيئي أو المورفولوجيا البيئية (بالإنجليزية: Ecomorphology)، هي دراسة العلاقة بين الدور البيئي للفرد وتعديلاته المورفولوجية. مصطلح «مورفولوجيا» هنا يكون في السياق التشريحي. تتأثر بيئات التشكل والإيكولوجيا التي يعرضها الكائن الحي بشكل مباشر أو غير مباشر ببيئتهما، ويهدف التشكل البيئي إلى تحديد الاختلافات يركز البحث الحالي على ربط الشكل والوضع البيئي من خلال قياس أداء السمات (مثل سرعة الركض وقوة العض، وما إلى ذلك) السلوكيات المرتبطة بها، ونتائج اللياقة للعلاقات.
تركز البحوث البيئية الحالية على نهج وظيفي وتطبيق على العلم. يرحب توسيع هذا المجال بمزيد من البحث في النقاش حول الاختلافات بين كل من التركيب الإيكولوجي والمورفولوجي للكائن الحي.